# 麥當勞高地
74°55′S 136°0′W / 74.917°S 136.000°W
麥當勞高地（英語：McDonald Heights）是南極洲的高地，位於瑪麗伯德地，長65公里，處於伯克斯角和莫里斯半島之間，海拔高度超過1,000米，現時由南極條約體系管理。